# Свиридов, Михаил Иванович
Михаил Иванович Свиридов (род. 22 ноября 1941) — советский, российский военачальник, контр-адмирал.

## Биография

### Ранние годы
Родился 22 ноября 1941 года в Воронеже. После окончания средней школы, поступил в Каспийское высшее военно-морское училище имени С. М. Кирова в Баку.

### Служба на флоте
Курсант Каспийского высшего военно-морского училища имени С. М. Кирова (08.1958—08.1959), Курсант Высшего военно-морского училища инженеров оружия (Ленинград, 08.1959—08.1960),
Курсант Высшего военно-морского училище имени М. В. Фрунзе (Ленинград, 08.1960—07.1964),
Командир БЧ-2-3 тральщика «МТ-58» пр. 266 146-го дивизиона тральщиков 47-й бригады кораблей охраны водного района (г. Владивосток, остров Русский, бухта Парис, 08.1964—05.1967),
Помощник командира тральщика «МТ-86» (05.1967—07.1969),
Командир тральщика «МТ-86» (07.1969—09.1970),
Слушатель Высших специальных офицерских классов ВМФ (Ленинград, 09.1970—07.1971),
Командир 81-го отдельного дивизиона тральщиков (п. Разбойник б. Чажма, 09.1971—09.1973),
Начальник штаба 7-й бригады тральщиков (09.1973—10.1978),
Командир 137-й бригады кораблей охраны водного района (о. Симушир, 10.1978—02.1984),
Командир 73-й бригады кораблей охраны водного района Каспийской флотилии (г. Баку, 03.1984—08.1985),
Слушатель Военно-морской академии имени Маршала Советского Союза А. А. Гречко (Ленинград, 08.1985—07.1987),
Начальник штаба Беломорской военно-морской базы (г. Северодвинск, 09.1987—07.1989),
Помощник командующего Северным флотом (07.1989—09.1991),
Заместитель командующего Северным флотом по военно-воспитательной работе (09.1991—12.1994).

### После службы
Инспектор группы инспекторов Южного военного округа (с 2012).
Принимает самое активное участие в работе ветеранских организаций, в работе с молодёжью по патриотическому воспитанию.
Председатель Краснодарского регионального отделения Российского морского собрания.

### Награды
- Орден «За службу Родине в Вооружённых Силах СССР» II и III степеней
- Юбилейная медаль «За воинскую доблесть. В ознаменование 100-летия со дня рождения В. И. Ленина»
- Юбилейная медаль «Двадцать лет Победы в Великой Отечественной войне 1941—1945 гг.»
- Юбилейная медаль «300 лет Российскому флоту»
- Медаль «Ветеран Вооружённых Сил СССР»
- Юбилейная медаль «50 лет Вооружённых Сил СССР»
- Юбилейная медаль «60 лет Вооружённых Сил СССР»[3]
- Юбилейная медаль «70 лет Вооружённых Сил СССР»[4]
- Медаль «За безупречную службу» I степени
- Медаль «За безупречную службу» II степени
- Медаль «За безупречную службу» III степени